# Schefflera brassaiella
Schefflera brassaiella är en araliaväxtart som beskrevs av Henry Nicholas Ridley. Schefflera brassaiella ingår i släktet Schefflera och familjen araliaväxter. Inga underarter finns listade.